# Карецано Мађоре
Карецано Мађоре (итал. Carezzano Maggiore) је насеље у Италији у округу Алесандрија, региону Пијемонт.
Према процени из 2011. у насељу је живело 173 становника. Насеље се налази на надморској висини од 293 м.

## Становништво
| 1936. | 1951. | 1961. | 1971. | 1981. | 1991. | 2001. | 2011. |
| ----- | ----- | ----- | ----- | ----- | ----- | ----- | ----- |
| 1.149 | 1.055 | 861   | 699   | 594   | 494   | 449   | 444   |